# Guta
Der Stadtbezirk Guta (chinesisch 古塔区, Pinyin Gǔtǎ Qū) ist ein Stadtbezirk der bezirksfreien Stadt Jinzhou im Südwesten der Provinz Liaoning in der Volksrepublik China. Er hat eine Fläche von 69,98 km² und zählt 252.209 Einwohner (Stand: Zensus 2020).

## Administrative Gliederung
Auf Gemeindeebene setzt sich der Stadtbezirk aus neun Straßenvierteln zusammen. 